# Каррсвілл (Кентуккі)
Каррсвілл (англ. Carrsville) — місто (англ. city) в США, в окрузі Лівінґстон штату Кентуккі. Населення — 48 осіб (2020).

## Географія
Каррсвілл розташований за координатами 37°23′53″ пн. ш. 88°22′31″ зх. д. / 37.39806° пн. ш. 88.37528° зх. д. (37.398039, -88.375361).  За даними Бюро перепису населення США в 2010 році місто мало площу 0,17 км², уся площа — суходіл.

## Демографія
Згідно з переписом 2010 року, у місті мешкало 50 осіб у 25 домогосподарствах у складі 19 родин. Густота населення становила 296 осіб/км².  Було 35 помешкань (208/км²).
Расовий склад населення:
| - 100,0 % — білих |

До двох чи більше рас належало 0,0 %. Частка іспаномовних становила 0,0 % від усіх жителів.
За віковим діапазоном населення розподілялося таким чином: 8,0 % — особи молодші 18 років, 54,0 % — особи у віці 18—64 років, 38,0 % — особи у віці 65 років та старші. Медіана віку мешканця становила 59,3 року. На 100 осіб жіночої статі у місті припадало 92,3 чоловіків;  на 100 жінок у віці від 18 років та старших — 91,7 чоловіків також старших 18 років.
Середній дохід на одне домашнє господарство  становив 29 806 доларів США (медіана — 31 000), а середній дохід на одну сім'ю — 29 229 доларів (медіана — 30 500). За межею бідності перебувало 11,8 % осіб, у тому числі 100,0 % дітей у віці до 18 років та 0,0 % осіб у віці 65 років та старших.
Цивільне працевлаштоване населення становило 3 особи. Основні галузі зайнятості: виробництво — 66,7 %, будівництво — 33,3 %.